# Ranunculus pseudomuricatus
Ranunculus pseudomuricatus är en ranunkelväxtart som beskrevs av Blatter och Hallb.. Ranunculus pseudomuricatus ingår i släktet ranunkler, och familjen ranunkelväxter. Inga underarter finns listade i Catalogue of Life.